# Маккигни, Джеймс Чарльз
Джеймс Чарльз Маккигни (англ. James Charles McKeagney; 1815 год, графство Тирон, Ирландия, Соединённое Королевство Великобритании и Ирландии — 14 сентября 1879 года, Сент-Эндрюсе, Нью-Брансуик, Канада) — канадский адвокат, политик и судья ирландского происхождения.

## Биография
Родился 1815 году в ирландском графстве Тирон в семье Патрика Маккигни и его супруги Кэтрин Маккигни (урождённой Маккарни). Был младшим ребёнком в семье, кроме него у Маккигни было ещё трое детей — Майкл, Джеймс и Кэтрин-младшая. В 1822 году вместе с семьёй переехал в колонию Новая Шотландия. Начальное образование получил в городе Бэддек, затем окончил Академию Маккуина в Галифаксе.
В 1838 году вступил в коллегию адвокатов Новой Шотландии. В 1840 году начал политическую карьеру, избравшись в Палату собрания Новой Шотландии от округа Ричмонд, однако, по ряду технических причин, место в парламенте так и не занял. С 1843 по 1847 годы был членом Палаты собрания от округа Инвернесс, в 1848—1851 и 1855—1859 годах — от округа Сидней-Тауншип. В 1857 году Маккигни получил пост инспектора шахт и полезных ископаемых в колониальном правительстве, а в 1866 году стал королевским адвокатом.
В 1867 году Новая Шотландия вошла в состав Канадской конфедерации. На прошедших в том же году Маккигни первых федеральных выборах Маккигни был избран в Палату общин Канады от новошотландского избирательного округа Кейп-Бретон как кандидат от Антиконфедеративной партии, был единственным кандидатом в округе. На следующих выборах 1872 года выступал как кандидат от правящей Либерально-консервативной партии. Выборы проиграл, заняв последнее, четвёртое место в округе: депутатами стали занявшие два первых места либералы Ньютон Легайет Маккей и Уильям Макдональд.
В 1872 году он был назначен младшим судьёй Суда королевской скамьи Манитобы.
Умер 14 сентября 1879 года в Сент-Эндрюсе, Нью-Брансуик.

## Личная жизнь
Джеймс Маккигни был женат дважды:
- 20 октября 1842 года он женился на Элизе Генри (род. около 1822), с которой жил вплоть до её смерти в 1850 году.
  - дочь Энн Маккигни (1847—1850)
  - дочь Кэтрин Розалия Маккигни (1848-?)
  - сын Джеймс Маккигни-младший (1850; умер в младенчестве)
- В 1857 году второй супругой Маккигни стала Элиза Хирн (род. около 1826), до этого уже бывшая в браке.
  - дочь Элиза Сьюзан Маккигни (1854-?)
  - дочь Энн Лаура Маккигни (1856-?)
  - дочь Агнес Мод Маккигни (1858-?)
  - дочь Изабелла Брэди Маккигни (1860-?)
  - дочь Кэролайн Маккигни (1865-?)